# San Miguel de Urcuqui Canton
San Miguel de Urcuqui Canton är en kanton i Ecuador.   Den ligger i provinsen Imbabura, i den norra delen av landet, 80 km nordost om huvudstaden Quito.